# Emmitt Thomas
Emmitt Thomas é um ex-jogador profissional de futebol americano estadunidense.

## Carreira
Emmitt Thomas foi campeão da Super Bowl IV jogando pelo Kansas City Chiefs.